# Palczewo (przystanek kolejowy)
Palczewo – dawny wąskotorowy przystanek osobowy znajdująca się we wsi Palczewo, w gminie Ostaszewo, w powiecie nowodworskim, w województwie pomorskim. Położony był na linii kolejowej z Nowego Dworu Gdańskiego Wąskotorowego do Lichnów. Odcinek do Lichnów został otwarty w 1893 roku.